# Preutin-Higny
Preutin-Higny település Franciaországban, Meurthe-et-Moselle megyében. Lakosainak száma 159 fő (2022. január 1.). Preutin-Higny Domprix, Landres, Mercy-le-Haut, Murville és Xivry-Circourt községekkel határos.

## Népesség
A település népességének változása:
| Lakosok száma | 171  | 101  | 125  | 130  | 140  | 140  | 134  | 146  | 152  | 159  |
|               | 1968 | 1982 | 1990 | 2006 | 2013 | 2015 | 2017 | 2019 | 2020 | 2022 |